# HARE晴れカーニバル
「HARE晴れカーニバル」（ハレばれカーニバル）は、日本の男性グループ・祭nine.の楽曲。2枚目のシングルとして2018年3月21日にテイチクエンタテインメントのレーベル・インペリアルレコードからリリースされた。

## 制作、音楽性
前作「嗚呼、夢神輿」と同じく、祭nine.の音楽プロデュースを手掛けるYUMIKOが楽曲プロデュースと作詞を担った。作曲はNMB48やバンドじゃないもん!などの作曲を手掛けたことがあるムラマサヒロキによる。編曲は中土智博、コーラスに高橋秀幸が参加している。
「HARE晴れカーニバル」は、歌詞に多くの縁起物が盛り込まれたアッパー・チューンである。YUMIKOはこの曲を「日本一縁起がいい曲」というコンセプトの曲であると解説している。祭nine.のメンバーはこの曲について、歌詞に「1富士 2鷹 3なすビーーーー!!!」（一富士二鷹三茄子）など縁起の良い言葉がたくさん入っていること、「キラキラ感のある音とか、祭感のある音とか」といった色々な音が詰まっていることを挙げ、「デビュー曲『嗚呼、夢神輿』とは、また違った祭りを表現しています」とコメントしている。この曲でオリコン1位を獲得する意志を込め、歌詞に「目指すはテッペン」というフレーズが入れられた。

## リリース
祭nine.は2017年8月16日に「嗚呼、夢神輿」でメジャー・デビューし、オリコン2位、ゴールドディスク認定といった成果を上げた。同年12月25日にZepp Nagoyaにおいてワンマン・ライブ『祭nine. 冬祭り2017 どデカイ太鼓打ち鳴らせ! in Zepp Nagoya』を開催。このステージ上で「HARE晴れカーニバル」を初披露し、2018年春にこれを表題曲とするセカンド・シングルをリリースすることを発表した。
2018年1月13日放送の冠ラジオ番組『祭nine.の祭の祭り!』（東海ラジオ）で楽曲をオンエア。2月23日にショートバージョンのミュージック・ビデオをYouTube上で公開。同時にCBCテレビにおいて特撮ヒーロードラマ『ボイメン新世紀 祭戦士ワッショイダー』にグループで主演することが発表され、その主題歌がカップリングの1曲として収録されることとなった。「HARE晴れカーニバル」は日本テレビの音楽番組『バズリズム02』の3月度オープニングテーマに起用され、3月24日（23日深夜）放送の同番組に出演してスタジオライブでこの曲を披露した。
リリース当日は東京・サンシャインシティ噴水広場で発売記念イベントを開催し、3回の公演に約5,000人が訪れた。CDシングルはパターンA・B・C・Dの4種類でリリースされた。パターンAには「HARE晴れカーニバル」のミュージック・ビデオとそのメイキング映像を収録したDVDが付属する。パターンAとB、パターンC、パターンDで異なるカップリングを収録しており、これらは全て表題曲と同じくYUMIKOが楽曲プロデュースを担った。パターンAとBのカップリングには自己紹介ソング「I'm On Fire!」を収録。この曲は兄貴分・BOYS AND MENが初期から歌ってきた自己紹介ソング「Fight & Fire」（未CD化）の“兄弟曲”という位置付けである。パターンCは、リーダーの寺坂頼我が「今までやってこなかったかっこよさのジャンル」と解説している「ROCK STEADY」を収録。パターンDに『ボイメン新世紀 祭戦士ワッショイダー』の主題歌「祭戦士ワッショイダー」を収録している。

## ミュージック・ビデオ
ミュージック・ビデオは、祭り櫓や屋台を組んだセットで大勢のダンサーとともにパフォーマンスをするシーンと、メンバーが侍に扮したシーンとを織り交ぜた内容である。メンバーは、「嗚呼、夢神輿」でのストーリー性のある内容から今作はギャグ路線に変わっていると述べている。

## アートワーク
アートワークは4パターン全て異なる仕様である。ジャケット写真はパターンA、B、C、Dの順に別途に公開された。パターンAとCで着ているものがこの曲の衣装であり、これには「あっぱれ学ラン」という呼び名がある。パターンCはこれにマントを羽織った「ROCK STEADY」のパフォーマンス時の衣装、パターンBはミュージック・ビデオにも登場するちょんまげの侍の姿、パターンDは『ボイメン新世紀 祭戦士ワッショイダー』での特撮ヒーロー「ワッショイダー」に扮した姿である。

## シングル収録トラック

### パターンA
CD
1. 「HARE晴れカーニバル」（作詞: YUMIKO、作曲: ムラマサヒロキ、編曲: 中土智博） – 4:14
2. 「I'm On Fire!」（作詞: YUMIKO、作曲: 山崎燿、編曲: 中土智博） – 4:47

DVD
- 「HARE晴れカーニバル Music Video」
- 「HARE晴れカーニバル メイキング映像」

### パターンB
1. 「HARE晴れカーニバル」
2. 「I'm On Fire!」
3. 「HARE晴れカーニバル -Instrumental-」
4. 「I'm On Fire! -Instrumental-」

### パターンC
1. 「HARE晴れカーニバル」
2. 「ROCK STEADY」（作詞: Yu-ki Kokubo、作曲: 横野康平・Yu-ki Kokubo、編曲: 横野康平） – 4:33
3. 「HARE晴れカーニバル -Instrumental-」
4. 「ROCK STEADY -Instrumental-」

### パターンD
1. 「HARE晴れカーニバル」
2. 「祭戦士ワッショイダー」（作詞: YUMIKO・森めぐ、作曲: 山本"ぶち"真勇・森めぐ、編曲: 大沢圭一） – 3:50
3. 「HARE晴れカーニバル -Instrumental-」
4. 「祭戦士ワッショイダー -Instrumental-」

クレジット・時間：

## チャート成績
オリコンチャートでは、リリース日のデイリーランキングで1位を獲得し、2018年4月2日付けの週間ランキングにおいてグループ初のチャート首位を獲得した。2018年度の年間シングルランキングにおいて、59位にランクインした
Billboad JAPANのチャートではシングル・セールス・チャートにおいて首位を獲得するも、2018年4月2日付けの総合チャートBillboard Japan Hot 100ではセールス以外においても高順位についた米津玄師「Lemon」に次ぐ2位となった。年間チャートでは、Top Single Salesにおいて52位にランクインするも、Hot100においては圏外という結果であった。